# Joaquín del Olmo
Joaquín del Olmo (20 d'abril de 1969) és un exfutbolista mexicà.

## Selecció de Mèxic
Va formar part de l'equip mexicà a la Copa del Món de 1994.